# ケヴィン・マッカーシー
ケヴィン・マッカーシー（Kevin McCarthy, 1914年2月15日 - 2010年9月11日）は、アメリカ合衆国の俳優。ワシントン州シアトル出身。姉に作家のメアリー・マッカーシー。

## 来歴
かつてはミネソタ大学で英文学を学んでいたが、友人の勧めでシェイクスピアの舞台に立ったことから演劇に興味を持ち始める。後にブロードウェイデビューを果たし、数多くの舞台に立つ。1951年に製作された映画『セールスマンの死』で、舞台で演じた役と同じ役柄で演技を披露し、ゴールデングローブ賞に見事輝き、アカデミー助演男優賞にノミネートされている。
SF映画などにも顔を出しており、1956年に製作された『ボディ・スナッチャー/恐怖の街』では主役に抜擢されている。その後も多くの映画やテレビドラマなどに出演して、雰囲気を盛り上げている。1980年代などはジョー・ダンテ監督の映画の常連俳優であった。
1995年に製作されたアンディ・ガルシア主演の『悪魔たち、天使たち』では、とんねるずの石橋貴明とも共演している。
90歳を過ぎるまで現役の俳優として活躍を続けていたが、2010年9月11日、マサチューセッツ州ケープコッドの病院にて逝去。96歳没。

## 出演作品

### 映画
- セールスマンの死 Death of a Salesman (1951)
- ボディ・スナッチャー/恐怖の街 Invasion of the Body Snatchers (1956)
- 荒馬と女 The Misfits (1961)
- テキサスの5人の仲間 A Big Hand for the Little Lady (1965)
- 蜃気楼 Mirage (1965)
- ホテル Hotel (1966)
- 荒野の三悪党 Ace High (1968)
- カンサス・シティの爆弾娘 Kansas City Bomber (1973)
- ビッグ・アメリカン Buffalo Bill and the Indians, or Sitting Bull's History Lesson (1976)
- ピラニア Piranha (1978)
- SF/ボディ・スナッチャー　Invasion of the Body Snatchers (1978)
- ハウリング Howling (1981)
- トワイライトゾーン/超次元の体験 Twilight Zone: The Movie （1983）
- インナースペース Innerspace (1987)
- EVE -イヴ- Eve of Destruction (1991)（ノンクレジット）
- ホワイトハウス狂騒曲 The Distinguished Gentleman (1992)
- マチネー/土曜の午後はキッスで始まる Matinee (1993)
- 遺産相続は命がけ!? Greedy (1994)
- 理由 Just Cause (1995)
- 悪魔たち、天使たち Steal Big, Steal Little (1995)
- ルーニー・テューンズ:バック・イン・アクション Looney Tunes: Back in Action (2003)
- 恋するアナベル Loving Annabelle (2006)
- スリップストリーム Slipstream (2007)

### テレビドラマ
- トワイライトゾーン Twilight Zone (1960)
- ハニーにおまかせ Honey West S1・E13 "The Gray Lady"(1965) - ジェリー・アイヴァー
- FBIアメリカ連邦警察 The F.B.I. (1966-1969)
- 特攻ギャリソン・ゴリラ Garisson's Gorrila #16「情け無用の消耗作戦」(1967) - リチャーズ少佐
- ハワイ5-0 Hawaii Five-O (1968-1976)
- スパイ大作戦 Mission: Impossible (1971)
- 刑事コロンボ/偶像のレクイエム Columbo: Requiem for a Falling Star (1972)
- ジェシカおばさんの事件簿 Murder, She Wrote (1985-1992)
- 特攻野郎Aチーム The A-Team (1986)
- 名探偵ダウリング神父 Father Dowling Mysteries (1989)
- ハリウッド・ナイトメア Tales from the Crypt (1992)

### テレビアニメ
- バットマン Batman (1992)